# Batalla de les Piràmides
La batalla de les Piràmides, també coneguda com la batalla d'Embabeh, es va lliurar el 21 juliol 1798 entre l'exèrcit francès a Egipte en temps de Napoleó Bonaparte, i les forces locals dels mamelucs. Va passar durant la campanya d'Egipte de França i va ser la batalla on Napoleó va posar en pràctica alguna de les seves aportacions a la tàctica militar. Napoleó va anomenar la batalla en honor de les Piràmides d'Egipte que eren lleugerament visibles a l'horitzó en el moment de la lluita.

## Antecedents
A principis de l'any 1798, Napoleó Bonaparte era un general jove i popular que tot just havia arribat d'una campanya a Itàlia amb èxit. El Directori revolucionari el volgué mantenir allunyat dels cercles conspiradors de París i li va proposar envair Gran Bretanya però Napoleó ho va desestimar per la gran superioritat naval d'aquesta. Tanmateix Napoleó maldà per debilitar als britànics especialment en el terreny econòmic. Gran Bretanya, havent perdut les seves colònies dels Estats Units depenia fortament de les matèries primeres de l'Índia i per impedir-ne l'accés Napoleó pensà a bloquejar el pas controlant Egipte i Síria.
Una flota de tretze vaixells de línia i més de 300 navilis amb 16.000 mariners partí el 17 de maig de 1798 del port de Toló portant l'exèrcit de Napoleó. En total més de 400 navilis prengueren part d'aquesta flota, i 40 000 homes i 10 000 mariners. Ningú sabia cap on anaven i per tal de despistar la flota britànica es va difondre intencionadament que l'objectiu de Napoleó era Irlanda. L'armada, encara que no tenia cap motiu per fer-ho, l'onze de juny va atacar Malta amb la fortalesa de La Valetta, aleshores defensada per l'Orde de Sant Joan.
L'almirall britànic Horatio Nelson en saber que Napoleó havia pres Malta va vigilar Egipte dirigint-se cap Alexandria però sense trobar Napoleó aquest prengué Alexandria l'1 de juliol. Cinc dies després els francesos marxaren contra el Caire a través del desert perquè pel Nil era molt exposat. Els mamelucs fustigaren els francesos però aquests s'imposaren en tots els combats.

## Batalla
En el camí Napoleó es trobà als mamelucs a 15 quilòmetres de les piràmides, i a només 6 del Caire. Hi havia 40.000 mamelucs que els tancaven el pas, malgrat ser més que els francesos el seu armament era molt primitiu. En aquesta ocasió Napoleó pronuncià la seva cèlebre frase «Soldats! Des de dalt d'aquestes piràmides, quaranta segles us contemplen!», i disposà les seves cinc divisions en cinc quadres, amb els quatre canons en les cantonades: cinc ciutadelles vives, amb l'acer de les baionetes. El 21 de juliol de 1798 va tenir lloc la coneguda com a batalla de les Piràmides. Els francesos guanyaren aquesta batalla, hi moriren 40 francesos i les baixes (morts ferits i presoners) dels mamelucs foren 5000, i obtingueren el Caire i el Baix Egipte acabant amb 700 anys de domini mameluc.

## Conseqüències
Per tal de guanyar-se la simpatia dels egipcis Napoleó va fer una proclama lloant els preceptes de l'islam i manifestant la seva intenció d'alliberar-los dels mamelucs i dels otomans. També creà amb els savis que l'acompanyaven l'Institut d'Egipte per a fer reformes administratives, promulgà lleis per acabar amb l'esclavitud i el feudalisme però la població egípcia no va confiar en ell ni en els francesos considerats infidels.
En Napoleó decidí tornar a França i ho va fer a bord de la fragata Muiron, burlà el bloqueig britànic i arribà a França el novembre de 1799 (18 de brumari) Una sublevació popular, a la primavera, expulsà els francesos del Caire. El 14 de juny Kleber va ser assassinat i va ser substituït pel general Menou que s'havia convertit a l'Islam, qui capitulà davant els britànics, que convertiren Egipte en una colònia, Amb el Cop d'estat del 18 de brumari, Sieyès, Roger Ducos i Napoleó Bonaparte foren nomenats cònsols, i Napoleó com a primer cònsol.